# The Gaslight District
The Gaslight District (en español, El distrito Gaslight) es una serie web animada independiente para adultos creada, escrita y dirigida por Nick Szopko y producida por Glitch Productions.
El piloto se estrenó en el canal de YouTube de Glitch el 18 de abril de 2025.

## Sinopsis
The Smiling Dead, una familia de gánsteres no muertos, intenta encontrar su lugar y luchar por el control en un mundo postapocalíptico.

## Reparto

### Protagonistas
- Allanah Fitzgerald como Melancholy "Mel" Hill[4]
- Jason Marnocha como Ken el Carnicero[5]
- John Whinfield como Mud[5][6]
- Gianni Matragrano como Pancracio [5][7]

### Secundarios
- Michael Kovach como Diligencia[8]
- Belsheber Rusape Jr. como Templanza[5][9]

## Episodios
| N.º | Título           | Fecha de emisión original |
| --- | ---------------- | ------------------------- |
| 1 | «Pilot» «Piloto» | 18 de abril de 2025       |
| Diez mil años después de una calamidad que destruyó el mundo, los humanos han mutado en muertos vivientes, los Rotlings de sangre morada, cuya inmortalidad está en peligro debido a una profecía que habla de un humano de sangre negra nacido de un huevo puesto por la Madre Ángel. Este humano, Melancholy Hill, se oculta en el Distrito Gaslight de la Tierra bajo la protección de Ken el Carnicero, líder de la familia criminal de los Smiling Dead, quien elimina a cualquiera que descubra su secreto. Para desviar las sospechas sobre ella, Melancholy idea un plan para robar un huevo de ángel del Cielo, disfrazarlo como un huevo humano y destruirlo públicamente. Ken acepta de mala gana, pero durante el robo llevado a cabo por los Smiling Dead, deja a Melancholy para encargarse de silenciar a uno de los miembros del Cuerpo de las Virtudes del Cielo, el doctor Templanza, quien fue quien entregó a Melancholy a él. Sintiendo que la han traicionado, Melancholy entra al Cielo por su cuenta y roba el huevo de la Madre Ángel, quien le advierte que una legión de ángeles la regresará al Cielo y destruirá el Distrito Gaslight. Después de escapar del líder de las Virtudes, Diligencia, los Smiling Dead realizan un ritual para destruir el huevo. Sin embargo, su engaño queda al descubierto cuando el huevo eclosiona repentinamente, y la familia se ve rodeada por una multitud furiosa de Rotlings. |                  |                           |

## Producción
El creador y showrunner de la serie, Nick Szopko, lanzó un adelanto del piloto en su canal de YouTube PartTimeSeagull el 29 de noviembre de 2022. La marca de la serie fue registrada en julio de 2023.
El 9 de noviembre de 2023, Szopko, junto con los fundadores de Glitch Productions, Kevin y Luke Lerdwichagul, anunciaron en el evento de transmisión en vivo de Glitch, GLITCHX, que la serie fue retomada después de que Szopko desarrollara el programa únicamente durante un año en 2022, en el que lanzaron un nuevo adelanto.
El tráiler oficial del piloto se lanzó el 21 de marzo de 2025 y se estrenó el 18 de abril. El tráiler presenta música compuesta por la creadora de The Amazing Digital Circus, Gooseworx. 